# The Simpsons Bowling
The Simpson Bowling es un videojuego arcade publicado en 2000 por Konami.

## Descripción
El juego consiste en jugar bolos con los personajes de Los Simpson. Se debe conseguir ganar a los oponentes para ganar el juego. Se pueden elegir varios personajes como Homer, Marge, Bart, Lisa, Sr. Burns, Apu, Krusty, Willie, y Abe (Abuelo).

## Curiosidades
- A Homer se le ve con una chaqueta de "Pin Pals", su antiguo grupo de bolos, que le regaló el Sr. Burns.